# Мартовицкий, Анатолий Нестерович
Анатолий Нестерович Мартовицкий (1938—2008) — советский государственный и политический деятель, генерал-лейтенант.

## Биография
Родился в 1938 году в Кировском районе Николаевской области. Член КПСС.
С 1960 года — на общественной и политической работе. В 1960—1998 гг. — пограничник 101-го Алаккуртинского ПОГО СЗПО КГБ, офицер отдельного Арктического ПОГО, офицер 5-го отдела штаба ГУПВ КГБ при СМ СССР, начальник 57-го Уссурийского ПОГО КТПО КГБ, заместитель начальника штаба КТПО КГБ, начальник отдела Управления боевой подготовки ГУПВ КГБ СССР, начальник ОВО во Фрунзе, командир группировки войск округа в Афганистане, начальник оперативной группы КСАПО КГБ, офицер пограничных войск России.
Избирался депутатом Верховного Совета Таджикской ССР 12-го созыва (1990—1994).
Умер в Москве в 2008 году. Похоронен на Троекуровском кладбище, участок 7б.